# 인두세 폭동

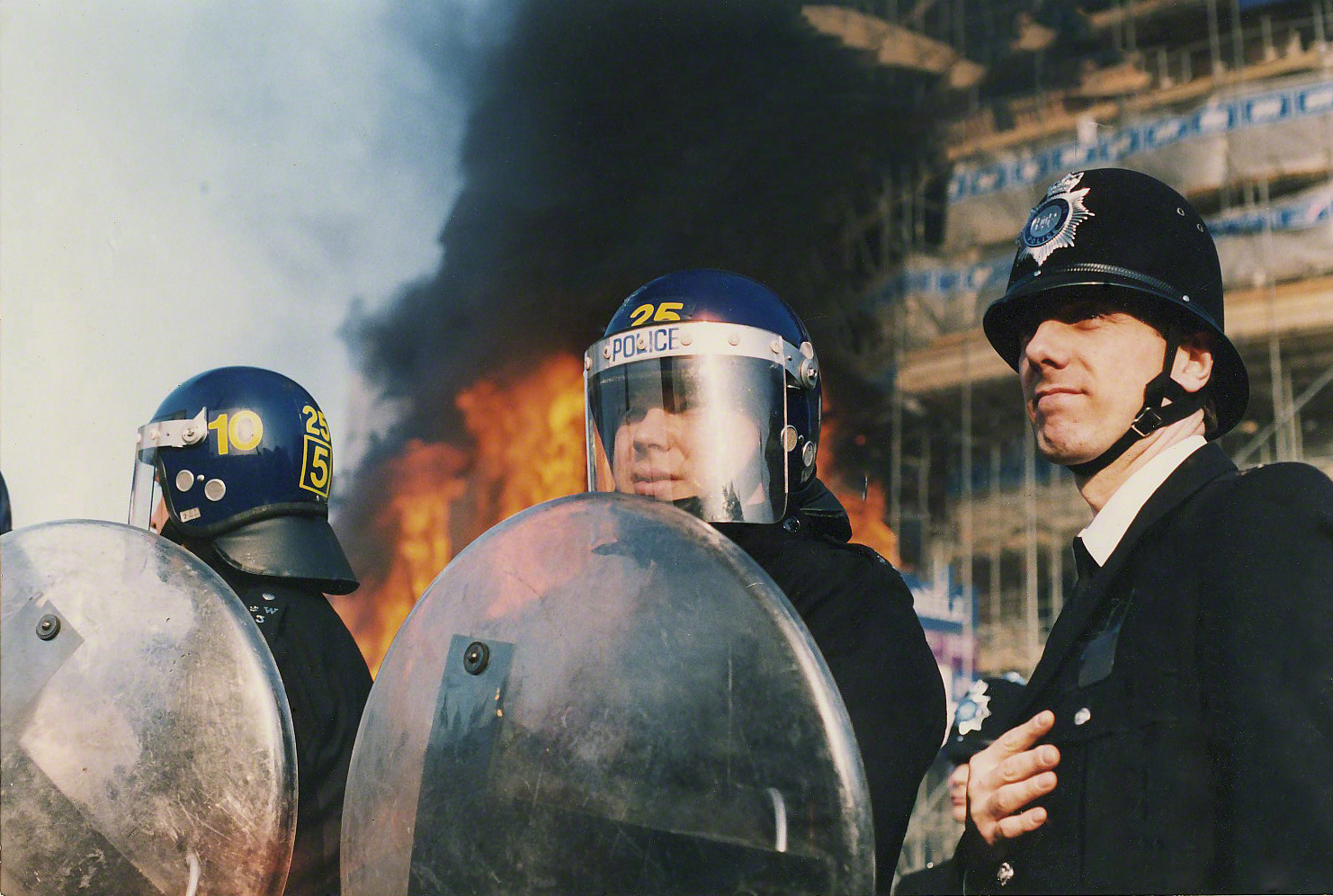

인두세 폭동(Poll Tax Riots)이란 마거릿 대처 총리가 이끄는 보수당 행정부의 지역 주민세(속칭 인두세) 부과에 반발하여 영국 각지의 도시와 읍내에서 일어난 시위와 그에 수반한 일련의 폭동 사태를 일컫는다. 가장 큰 규모의 시위는 잉글랜드와 웨일스에서 세금법이 발효되기 직전이었던 1990년 3월 31일 토요일에 런던 중심부에서 일어났다. 이 사건은 대처의 몰락에 크게 기여했으며, 대처는 같은 해 11월에 총리직을 사임하게 된다.

## 같이 보기
- 계급투쟁